# Speicherstadt
Speicherstadt (phát âm tiếng Đức: [ˈʃpaɪ̯çɐˌʃtat], nghĩa đen: 'Thành phố nhà kho, có nghĩa là khu nhà kho) là khu nhà kho cổ và lớn nhất thế giới nằm ở khu phố HafenCity, quận Hamburg-Mitte, thành phố Hamburg, Đức. Được xây dựng từ năm 1883 đến năm 1927 với nền móng được ép bằng cọc gỗ sồi, đây là một khu vực tự do của cảng Hamburg để vận chuyển hàng hóa mà không phải trả mất tiền thông quan. Tính đến năm 2009, cả khu nhà kho và vùng lân cận đều đang trong quá trình tái phát triển. Năm 2015, Speicherstadt cùng với Kontorhaus được UNESCO công nhận là Di sản thế giới.

## Lịch sử
Kể từ năm 1815, thành phố Hamburg độc lập và có chủ quyền là thành viên của Bang liên Đức, một liên minh lỏng lẻo gồm các lãnh quốc nói tiếng Đức ở Trung Âu được thành lập theo Đại hội Viên nhưng không phải là thành viên của Liên minh thuế quan Đức.
Sau Chiến tranh Áo – Phổ thiết lập quyền bá chủ của Phổ ở Bắc Đức, Hamburg có nghĩa vụ gia nhập liên bang Bắc Đức. Tuy nhiên, nó đã có được quyền từ chối theo của Điều 34 của hiến pháp Bắc Đức, tuyên bố rằng Hamburg và các thành phố Hanse khác sẽ vẫn là các cảng tự do nằm ngoài hàng rào thuế quan của cộng đồng cho đến khi họ xin được vào. Điều 34 được chuyển thành hiến pháp đế quốc năm 1871 khi các quốc gia Nam Đức gia nhập liên bang. Tuy nhiên, Hamburg đã phải chịu áp lực lớn từ Berlin khi gia nhập Liên minh thuế quan sau năm 1879, khi thuế quan bên ngoài của nước này tăng lên rất nhiều. Năm 1881, một hiệp định đã được ký kết giữa Bộ trưởng Tài chính Phổ là Karl Hermann Bitter và Ngoại trưởng Bộ Ngân khố hoàng gia, một bên là các Thượng nghị sĩ đặc mệnh toàn quyền của Hamburg Versmann và O'Swald, mặt khác là phái viên của các bang Hanse tại Berlin là tiến sĩ Krüger và những người khác. Hamburg sẽ tham gia liên minh thuế quan toàn bộ lãnh thổ ngoại trừ một khu cảng tự do vĩnh viễn mà hiệp định đã quy định. Đối với khu vực này, Điều 34 sẽ vẫn được áp dụng, do đó các quyền tự do của khu vực đó không thể bị bãi bỏ hoặc hạn chế nếu không có sự chấp thuận của Hamburg.
Năm 1883, để giải phóng mặt bằng cho khu vực cảng mới, việc phá hủy khu vực Kehrwieder và Wandrahm bắt đầu với 20.000 người phải di rời. Việc xây dựng được hoàn thành trước khi chiến tranh thế giới lần thứ nhất bắt đầu, Công ty Freihafen-Lagerhaus-Gesellschaft, tiền thân của Hamburger Hafen und Logistik AG (HHLA) sẽ quản lý và chịu trách nhiệm hoạt động sau đó.
Sau khi khoảng một nửa số tòa nhà bị phá hủy trong Chiến dịch ném bom Gomorrah, việc tái thiết để duy trì hoạt động được hoàn tất vào năm 1967, còn Trung tâm Thương mại Hanse hiện nằm trên vị trí của những công trình bị phá hủy hoàn toàn. Năm 1991, nó được liệt kê là một khu di sản của Hamburg được bảo vệ. Kể từ năm 2008, nó là một phần của khu phố HafenCity. Trong một nỗ lực nhằm hồi sinh khu vực nội thành, chính quyền thành phố đã khởi xướng việc phát triển khu vực HafenCity, chẳng hạn như việc xây dựng Elbphilharmonie.

## Kiến trúc
Các nhà kho được xây dựng với các cấu trúc hỗ trợ khác nhau nhưng kiến trúc sư Franz Andreas Meyer đã cho xây dựng mặt ngoài bằng gạch đỏ theo phong cách kiến trúc Tân Gothic, với các tháp nhỏ, khung cửa kính, hốc tường và đồ trang trí bằng gạch nung tráng men. Các nhà kho là những tòa nhà nhiều tầng với lối vào từ cả bằng thuyền dưới nước và trên mặt đất.
Khu này gồm 17 tòa nhà phức hợp, mỗi tòa cao 7-8 tầng tổng diện tích chứa hơn 300.000 m2. Trong khoảng 100 năm, những nhà kho này là nơi cất trữ rất nhiều hàng hóa như cà phê, trà, cacao, thuốc lá, gia vị, thiết bị hàng hải và điện tử. Speicherstadt cũng là nơi lưu trữ các loại thảm phương Đông. Năm 2005, các công ty ở đây buôn bán tới 1/3 số lượng thảm của thế giới. Các tòa nhà phụ bên ngoài dùng làm văn phòng được liên kết với nhau nhờ những cây cầu và kênh rạch.
Speicherstadt ngày nay là một điểm thu hút du lịch lớn ở Hamburg và là trọng tâm của hầu hết các tour du lịch bến cảng. Có một số bảo tàng như Bảo tàng Hải quan Đức, mô hình vận tải đường sắt kiểu mẫu Miniatur Wunderland hay ngục tối Hamburg. Bảo tàng Afghanistan cũng đã nằm ở đây nhưng đóng cửa vào năm 2012.

## Hình ảnh

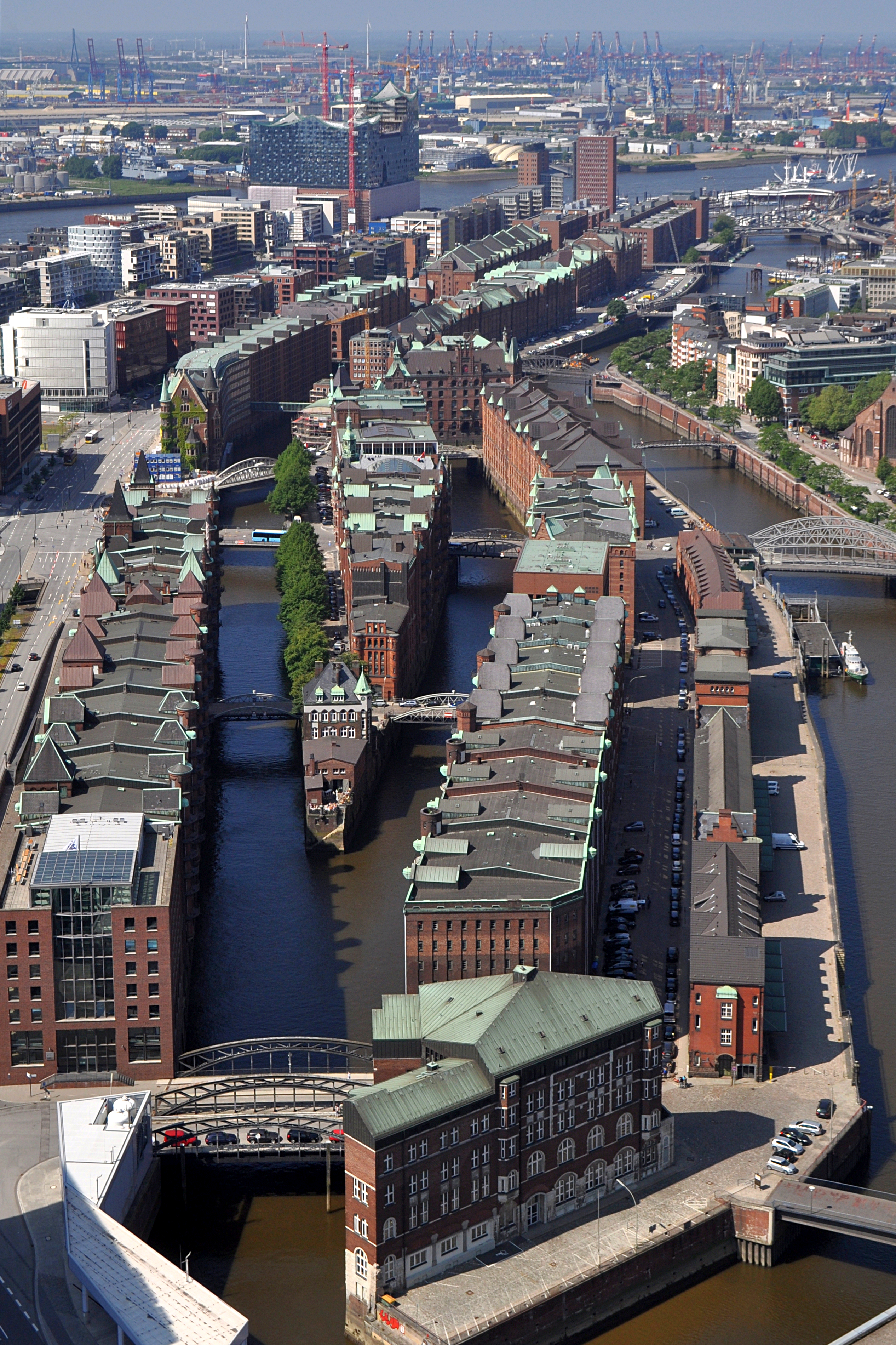
Ảnh chụp trên không của toàn cảnh
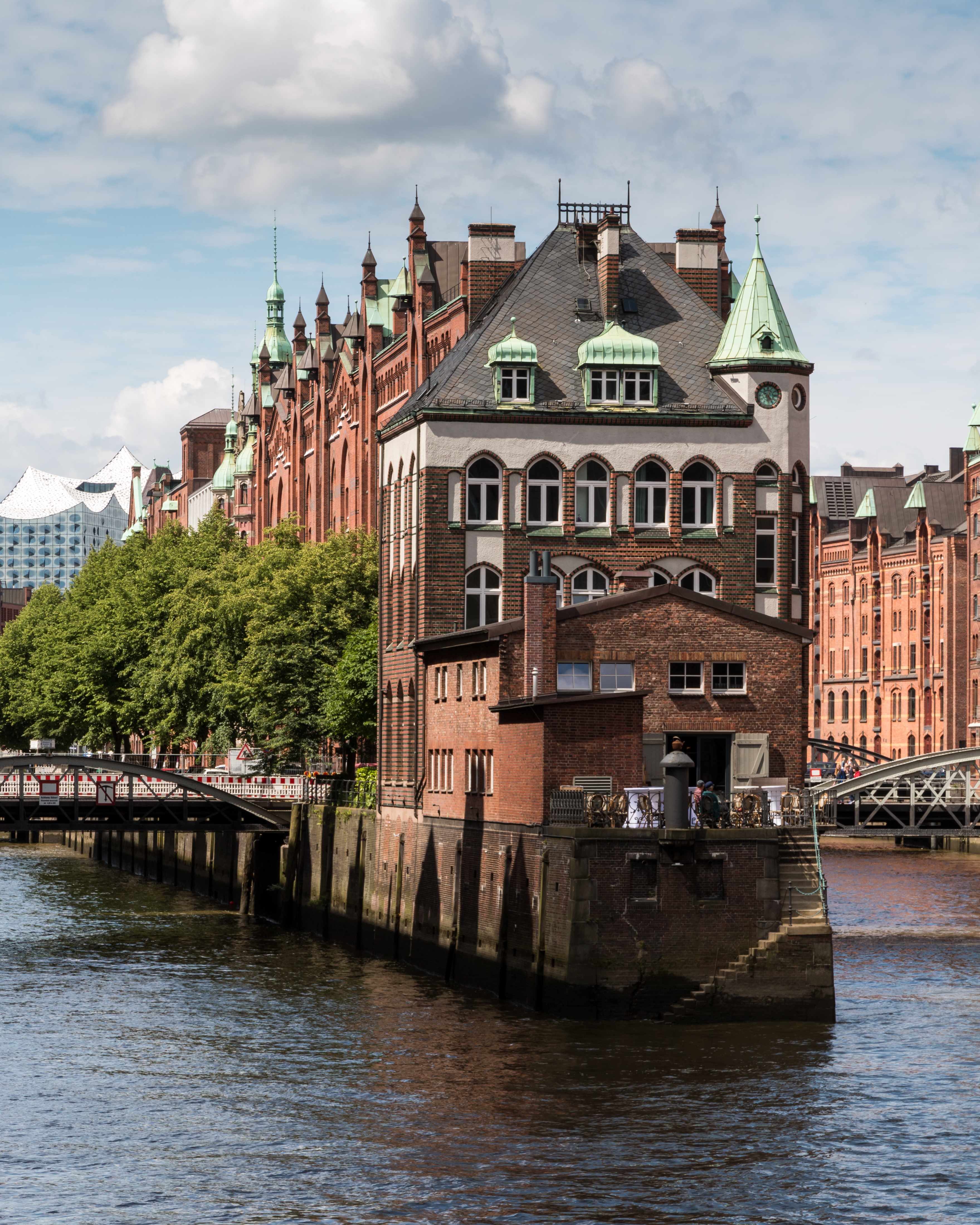
Tòa nhà trên nước (Wasserschloss), ban đầu được sử dụng làm nơi ở và một xưởng cho các công nhân bến tàu thực hiện việc bảo trì và sửa chữa
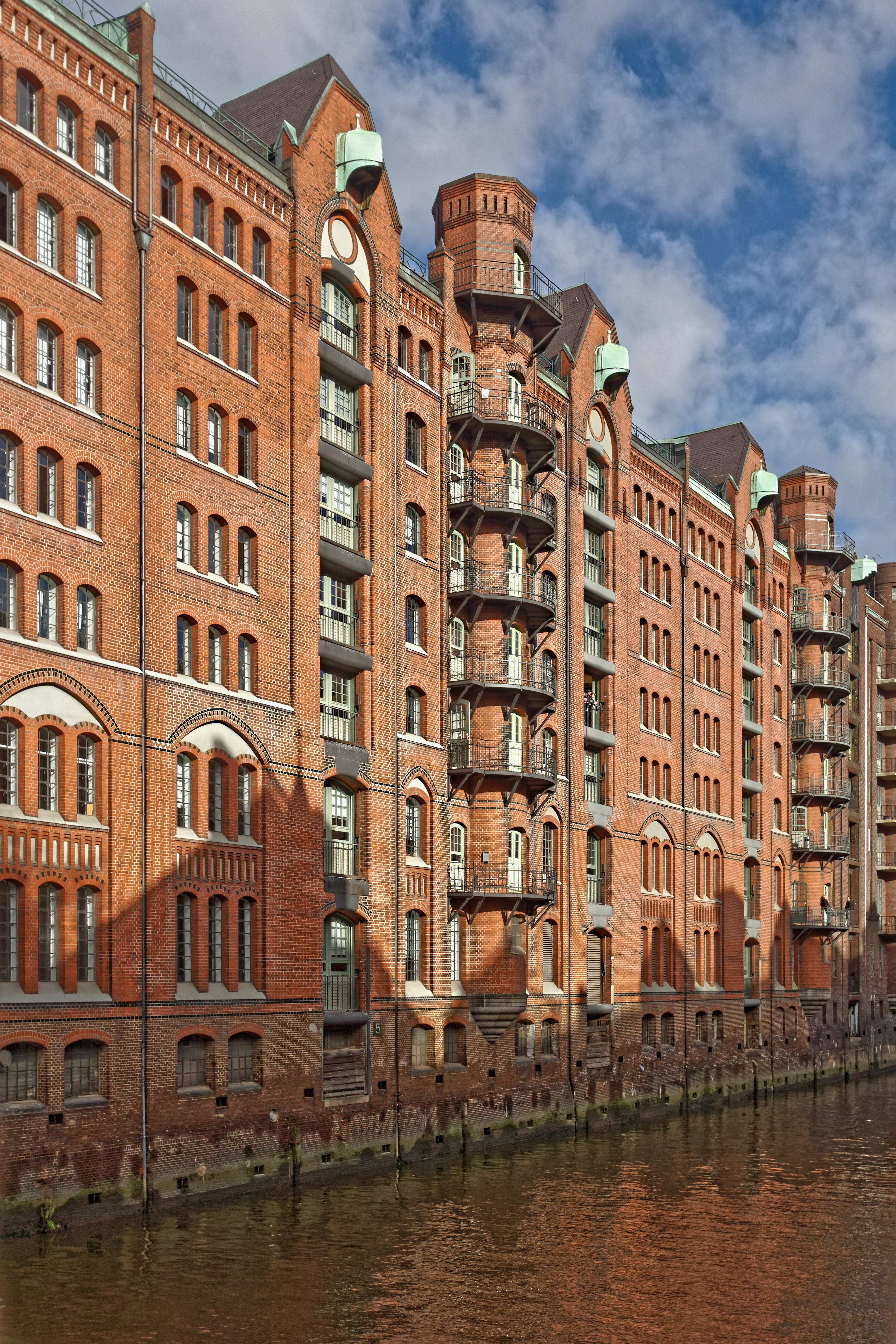
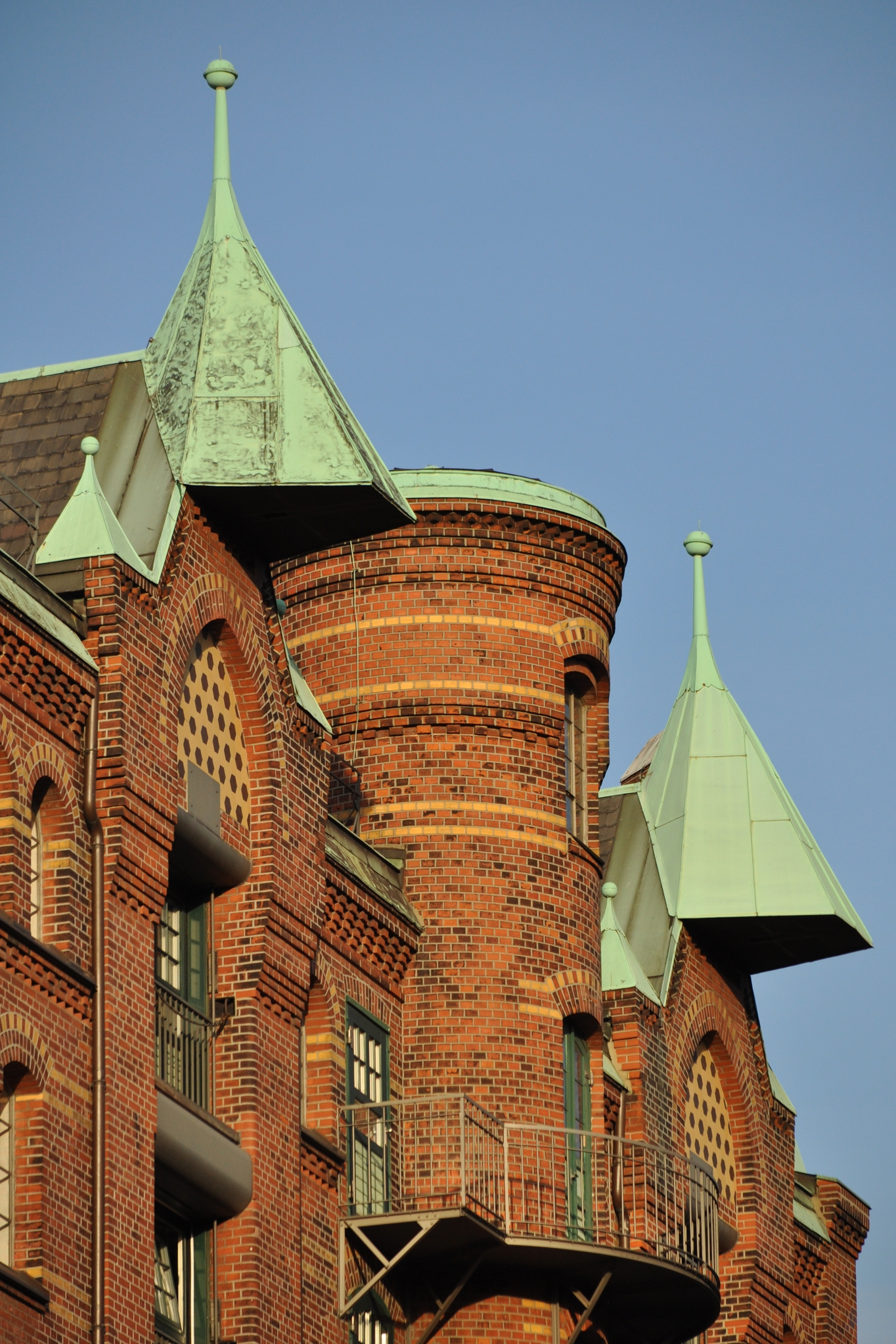

## Sách tham khảo
- Batz, M. (2002). "Urbane Light Germany Speicherstadt, Hamburg, the largest historical warehouse complex in the world, has become a softly-glowing night-time panorama". International Lighting Review. số 12. tr. 14–19. OCLC 193350885.
- Lawrenz, Dierk; von Borstel, Christiane (2008). Die Hamburger Speicherstadt (bằng tiếng Đức). Freiburg, Br: EK-Verlag. ISBN 978-3-88255-893-7.
- Meyn, Boris (2003). Die rote Stadt: ein historischer Kriminalroman (bằng tiếng Đức). Reinbek: Rowohlt. ISBN 978-3-499-23407-1. A historical detective story.
- Lange, Ralf; Hampel, Thomas (2004). Speicherstadt und HafenCity: zwischen Tradition und Vision (bằng tiếng Đức). Hamburg: Elbe-und-Flut-Ed., Hampel und Hettchen. ISBN 978-3-7672-1440-8.